# St.-Martini-Kirche (Stadthagen)

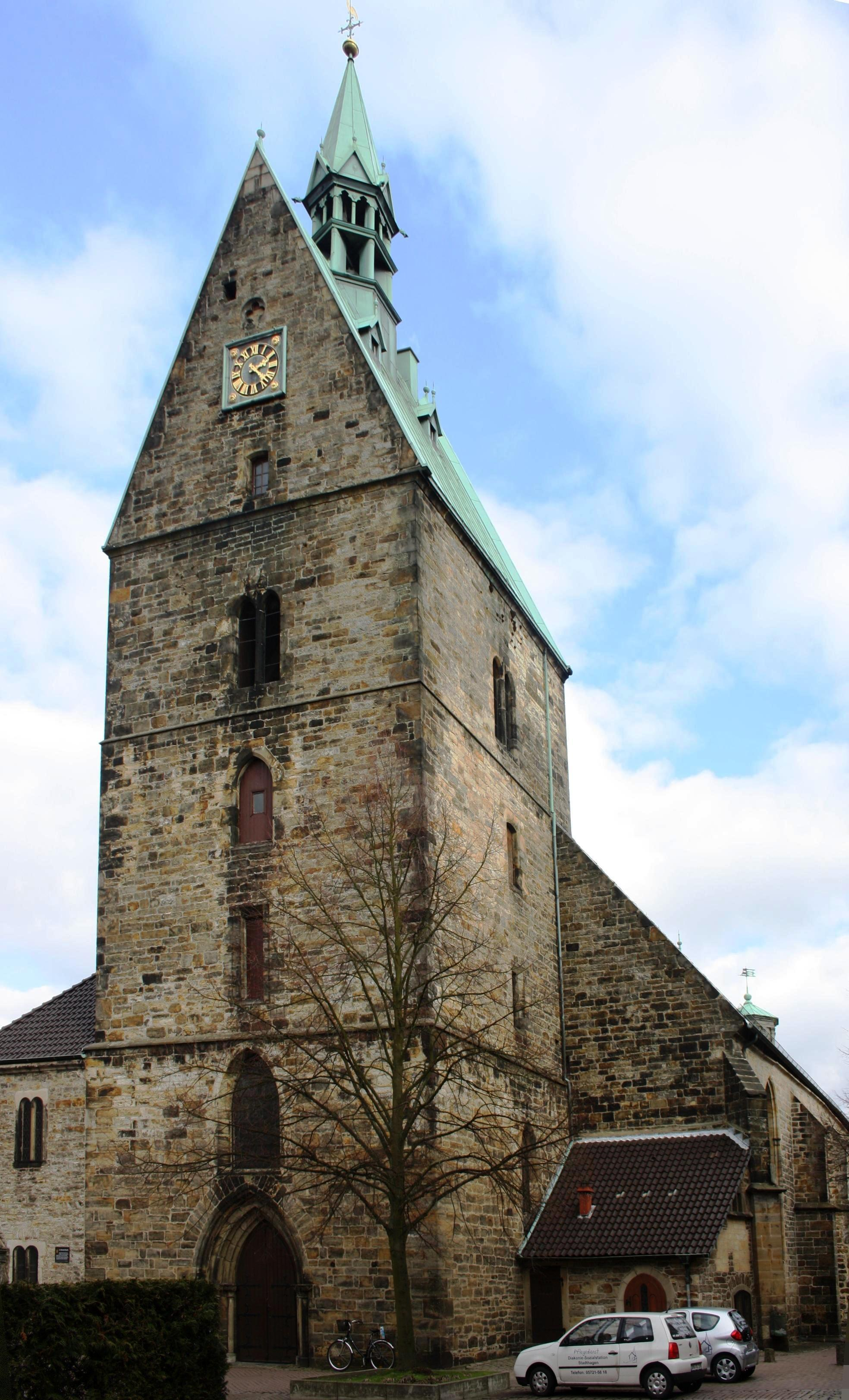
St. Martini von West

Die St.-Martini-Kirche ist ein evangelisch-lutherisches Kirchengebäude im Zentrum von Stadthagen. Sie ist durch gotische Stilelemente geprägt und mit einem angebauten fürstlichen Mausoleum verbunden.

## Geschichte

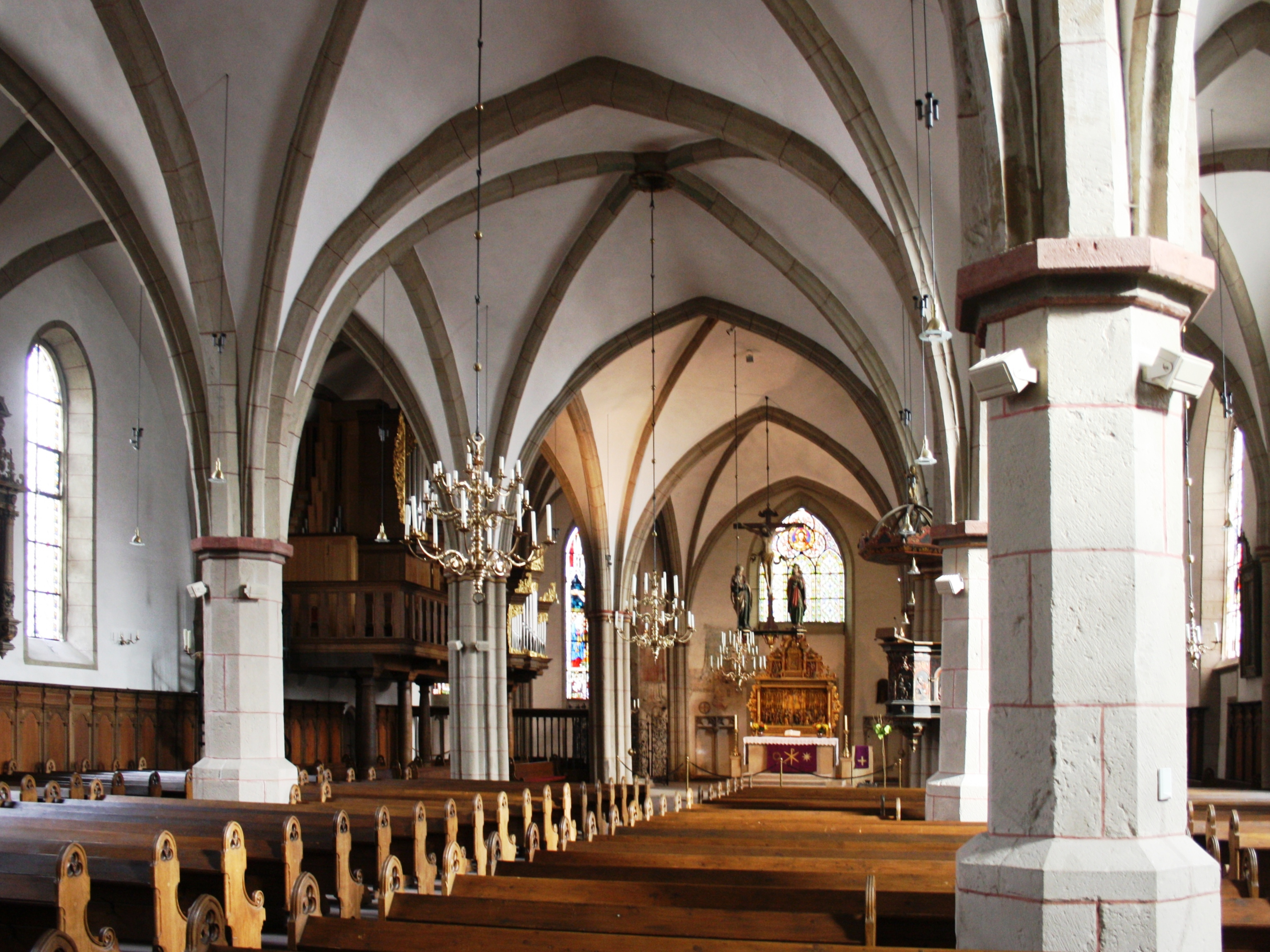
Kirchenschiff nach Ost

Bereits 1230 wird eine Kirche am heutigen Standort erwähnt, die jedoch aufgrund ihrer geringen Größe im Jahre 1318 abgetragen wurde. Von dieser Kirche sind heute noch der 42,3 Meter hohe Turm, der das gesamte Stadtbild beherrscht, und ein Teil der Ummauerung vorhanden.
Aus verschiedenen Bauperioden des Mittelalters stammt die dreischiffige gotische Hallenkirche mit drei Anbauten. Das an der Südseite der Kirche 1430 errichtete Beinhaus wird heute als Heizungsraum und Aufgang zum Kirchturm genutzt.
An der Nordseite befindet sich die Trinitatiskapelle, die um 1544 errichtet wurde und heute Ehrenmal für die in beiden Weltkriegen Gefallenen der Martini-Gemeinde sowie Aufgang zur Fürstenloge ist. Weiterhin ist eine 1541 entstandene Sakristei angeschlossen, die heute Kapellenraum ist.
In diesem Anbau befindet sich eine Piscina, also ein Ausguss für das Taufwasser, das alljährlich einmal in der Osternacht erneuert und geweiht wurde.
In den 1970er Jahren ist die Kirche aufgrund von Bauschäden restauriert worden, wurde jedoch 1992 durch einen Brandanschlag schwer beschädigt. Heute ist die Kirche wiederhergestellt.

## Architektur
Der Kirchenbau des 14. Jahrhunderts ist als dreischiffige Hallenkirche mit polygonalem Umgangschor und westlich vorgelagertem Einturm errichtet, sein Raumeindruck wird von Kreuzrippengewölben über kräftigen oktogonalen Pfeilern bestimmt. In seiner Grundform vertritt er den Bautypus der spätmittelalterlichen Residenzkirche. Die Kirche diente als Vorbild für die Bückeburger Stadtkirche, die – zweihundert Jahre später – in der Zeit der Weserrenaissance eine Rückorientierung an die Baukunst der Gotik suchte.

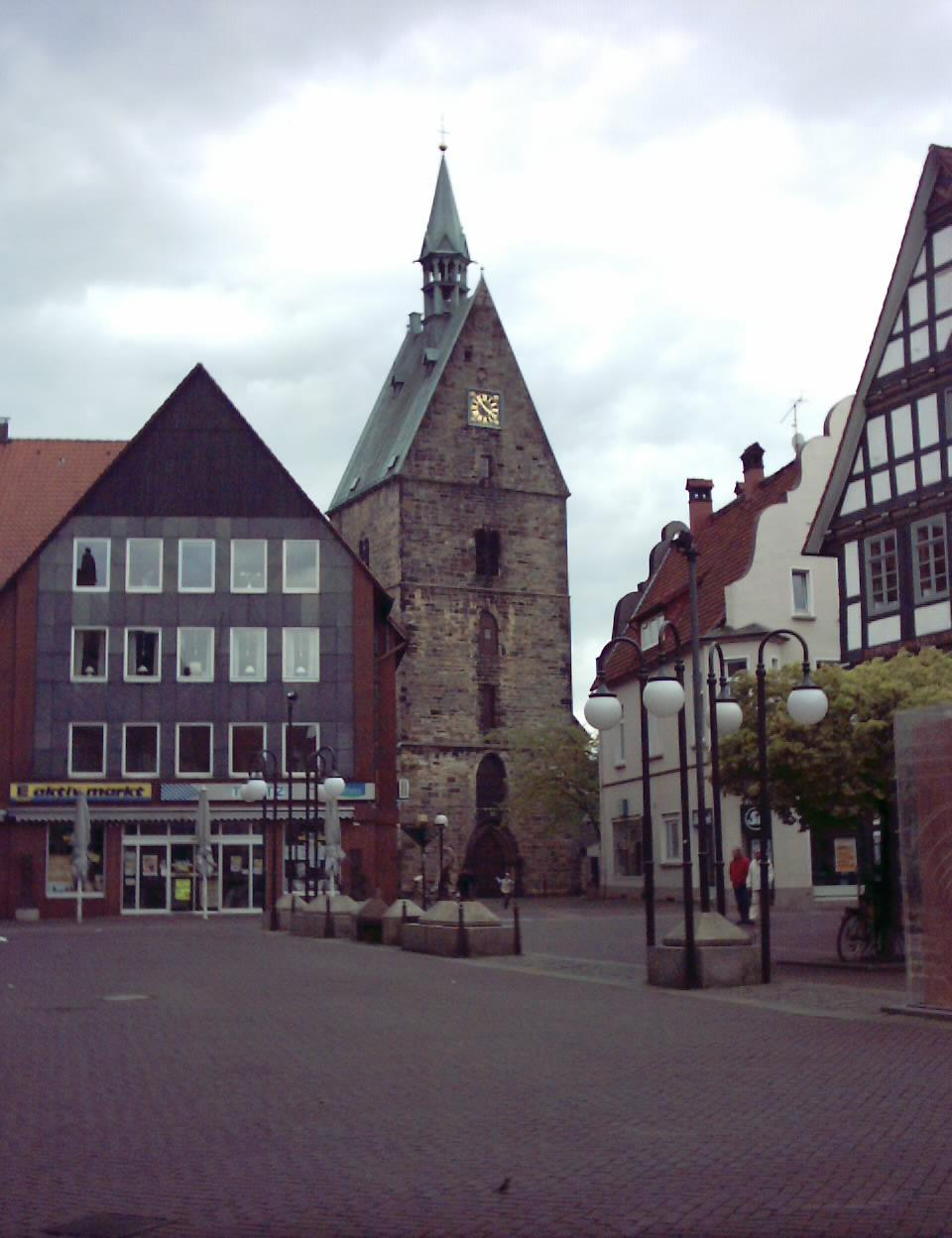
Ansicht vom Marktplatz
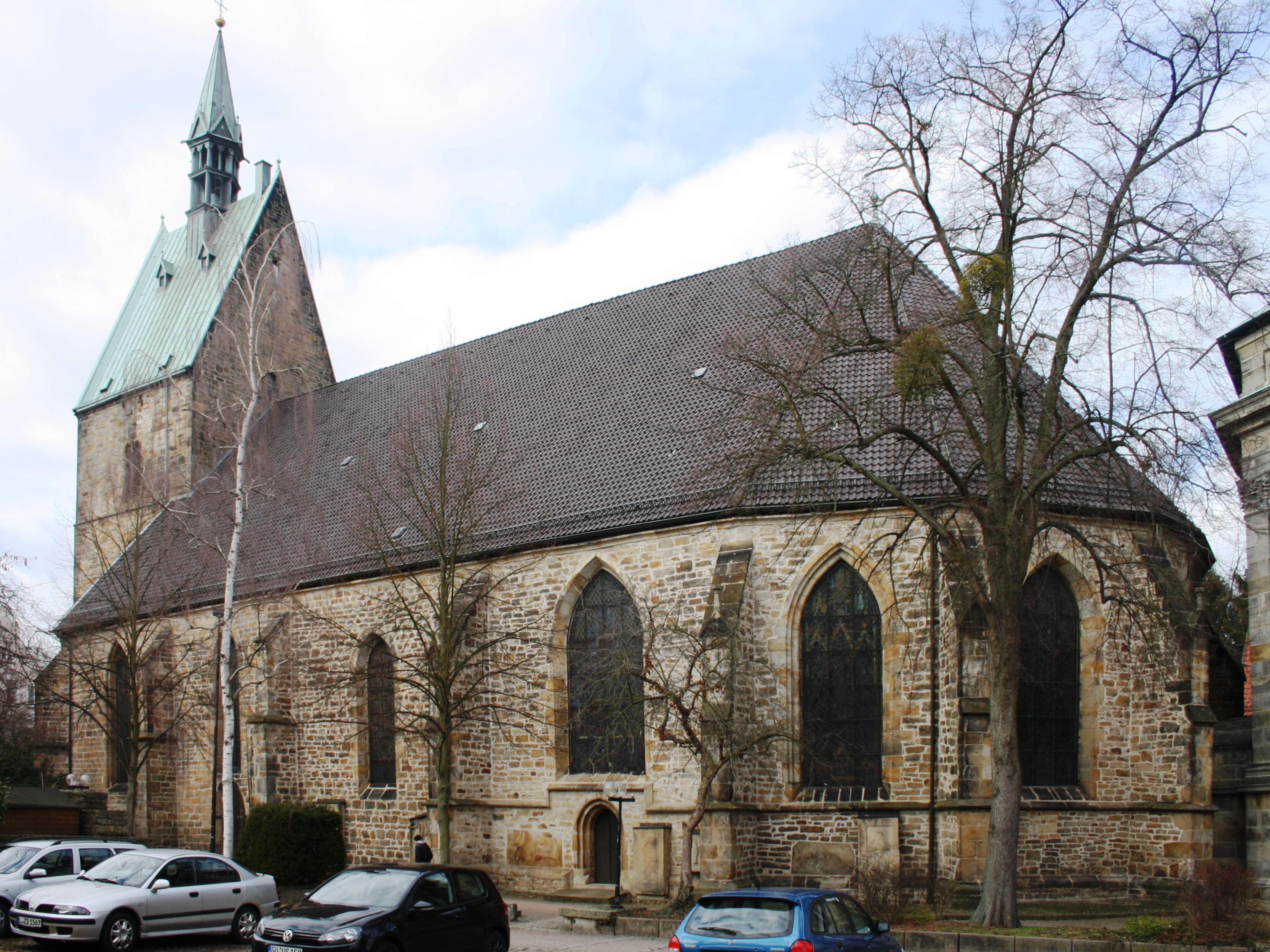
Ansicht aus Südost
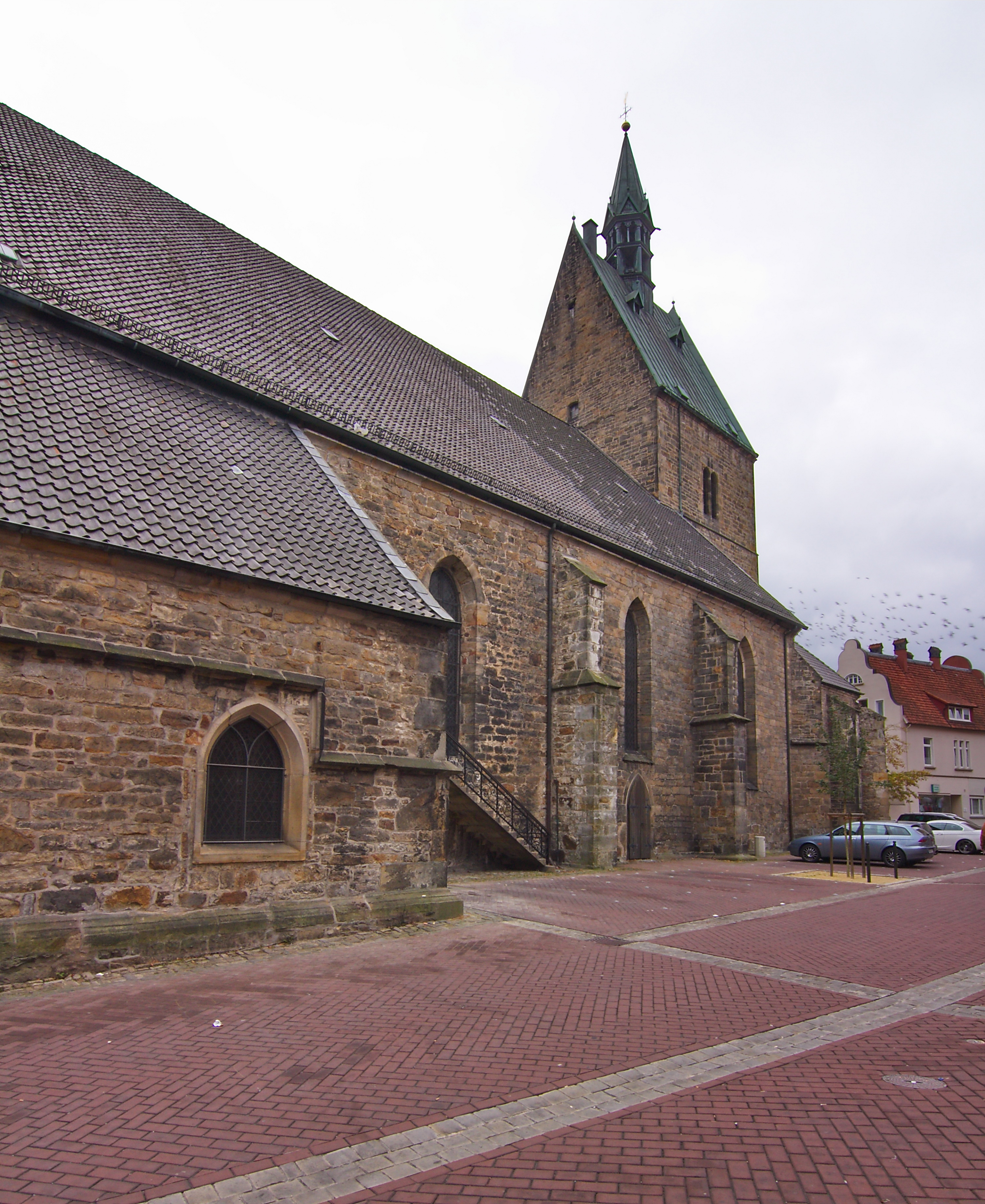
Ansicht des Langhauses
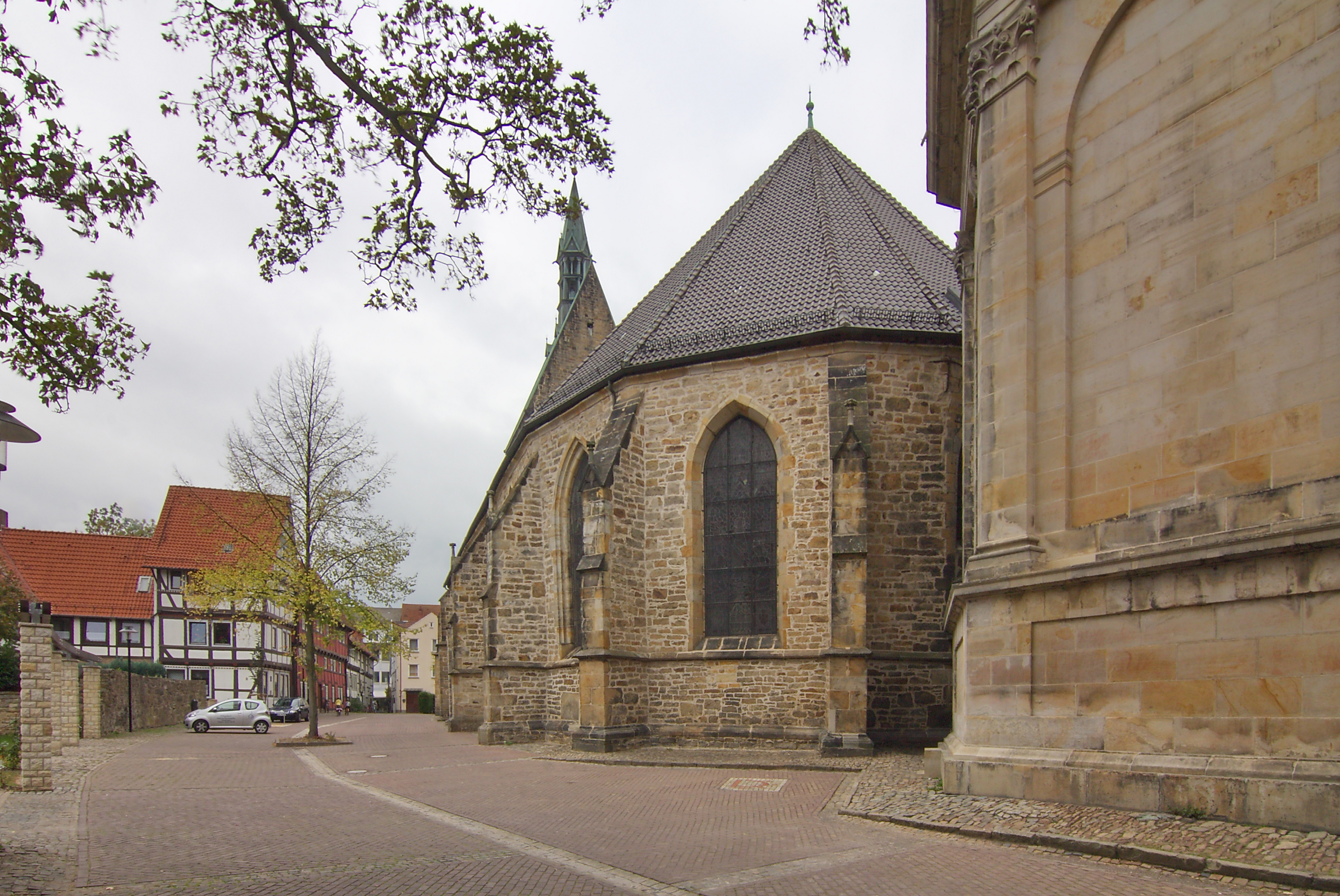
Blick auf Chor und Mausoleum
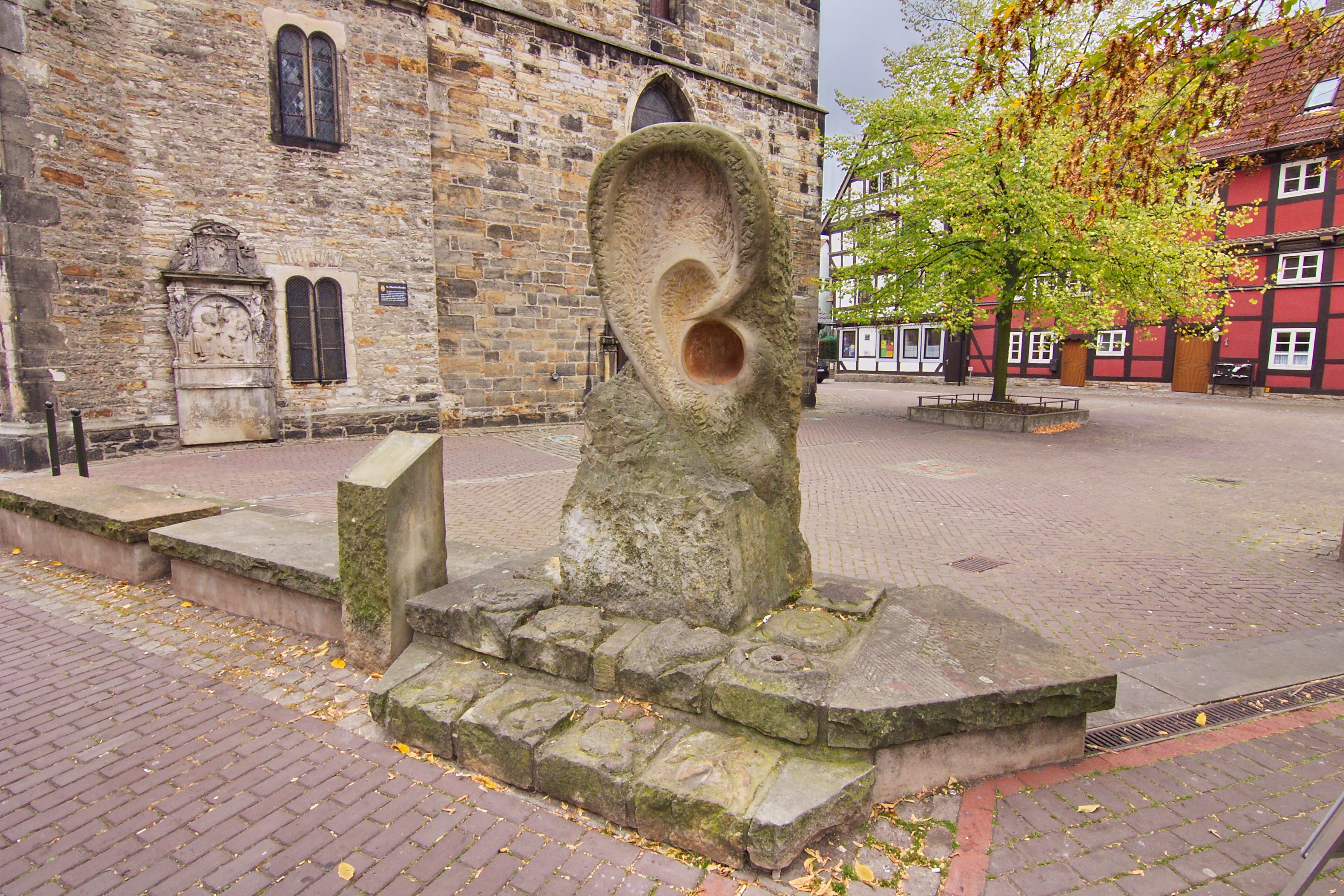
Vor der Kirche
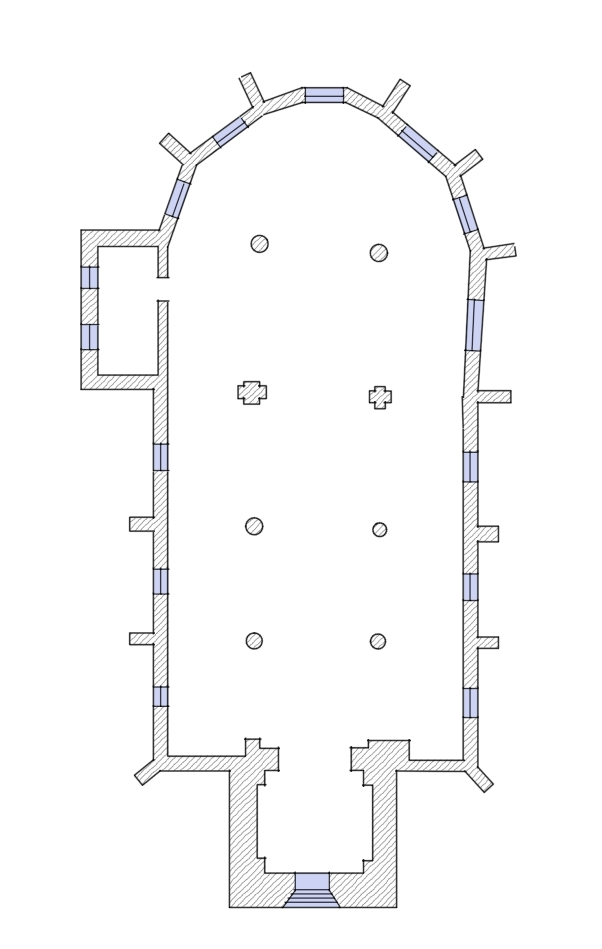
Grundriss ohne Darstellung der Anbauten

## Ausstattung
Im Turmdurchgang befindet sich hinter einem schmiedeeisernen Gitter das 4,5 Meter hohe und 9 Meter breite steinerne Grabdenkmal des Grafen Otto IV. (1544 bis 1576) zwischen seinen beiden Frauen. Das Grabmal wurde 1581 von seiner zweiten Frau Elisabeth Ursula von Braunschweig-Lüneburg eingeweiht. Es stand bis zur Restaurierung der Kirche in den 1970er Jahren im Chor der Kirche. Graf Otto IV. führte die Reformation in seinen Grafschaften Schaumburg und Holstein-Pinneberg ein und ließ auch das Schloss Stadthagen bauen. Der erste evangelische Prediger war Jakob Dammann, der im Jahr 1558 als Hofprediger und kurze Zeit später auch als Stadtprediger nach Stadthagen kam. Weiter sind im Durchgang zwei Begräbnistafeln aus den Jahren 1539 und 1559 zu sehen: rechts für Ludolph Bulle, links für Christoph von Münchhausen.
Links vom Turmdurchgang befindet sich die Fürstenloge, gebaut vom Grafen Otto IV. Sie trägt sein Wappen und die seiner beiden Frauen sowie das Wappen des Fürsten Georg von Schaumburg-Lippe (1893 bis 1911) und seiner Frau. Die übrigen Felder zeigen die Apostel und Christus.
Im Mittelschiff der Kirche hängt an einer Kette ein lebensgroßes Triumphkreuz. Neben ihm stehen Maria und Johannes.
Kostbarstes Ausstattungsstück der Kirche ist das Altarretabel, das im Jahr 1460 in einer flandrischen Werkstatt hergestellt wurde. Ursprünglich handelte es sich um einen Flügelaltar. Im Jahr 1585 wurde er auf Veranlassung und auch auf Kosten des Kanzlers von Wietersheim umgebaut und um die Hälfte verkleinert und mit einem Rahmen im Stil der Renaissance gefasst. Im Schrein befinden sich die  mittelalterlichen Schnitzreliefs der Passion Christi. Darüber ist ein Reisealtar in den Aufbau integriert, dessen alabasternes, marmorähnliches Relief ebenfalls die Kreuzigung zeigt, darüber die Auferstehung Christi und Gott Vater. Flankiert wird der ehemalige Reisealtar durch weitere Reliefs aus dem mittelalterlichen Flügelaltar. Das Retabel bildet so, aus mehreren Teilen zusammengesetzt, ein künstlerisch harmonisches Ganzes.
Die Kanzel aus dem 16. Jahrhundert zeigt neben Christus als Weltherrscher Paulus mit Schwert und Buch, Johannes schreibend mit Adler, Lukas schreibend mit einem Stier, Markus mit dem Löwen, Matthäus mit dem geflügelten Menschen. Unter jedem der Bilder sind ein bärtiger Kriegerkopf sowie das Nesselblatt der Schaumburger zu sehen. Zwei lateinische Inschriften weisen auf die Bilder hin. Eine Rarität ist eine der wenigen erhaltenen mechanischen Predigtuhren.
An der Hinterseite der St. Martini-Kirche schließt sich das 1609 vom Fürsten Ernst von Schaumburg bis 1622 errichtete fürstliche Mausoleum an.

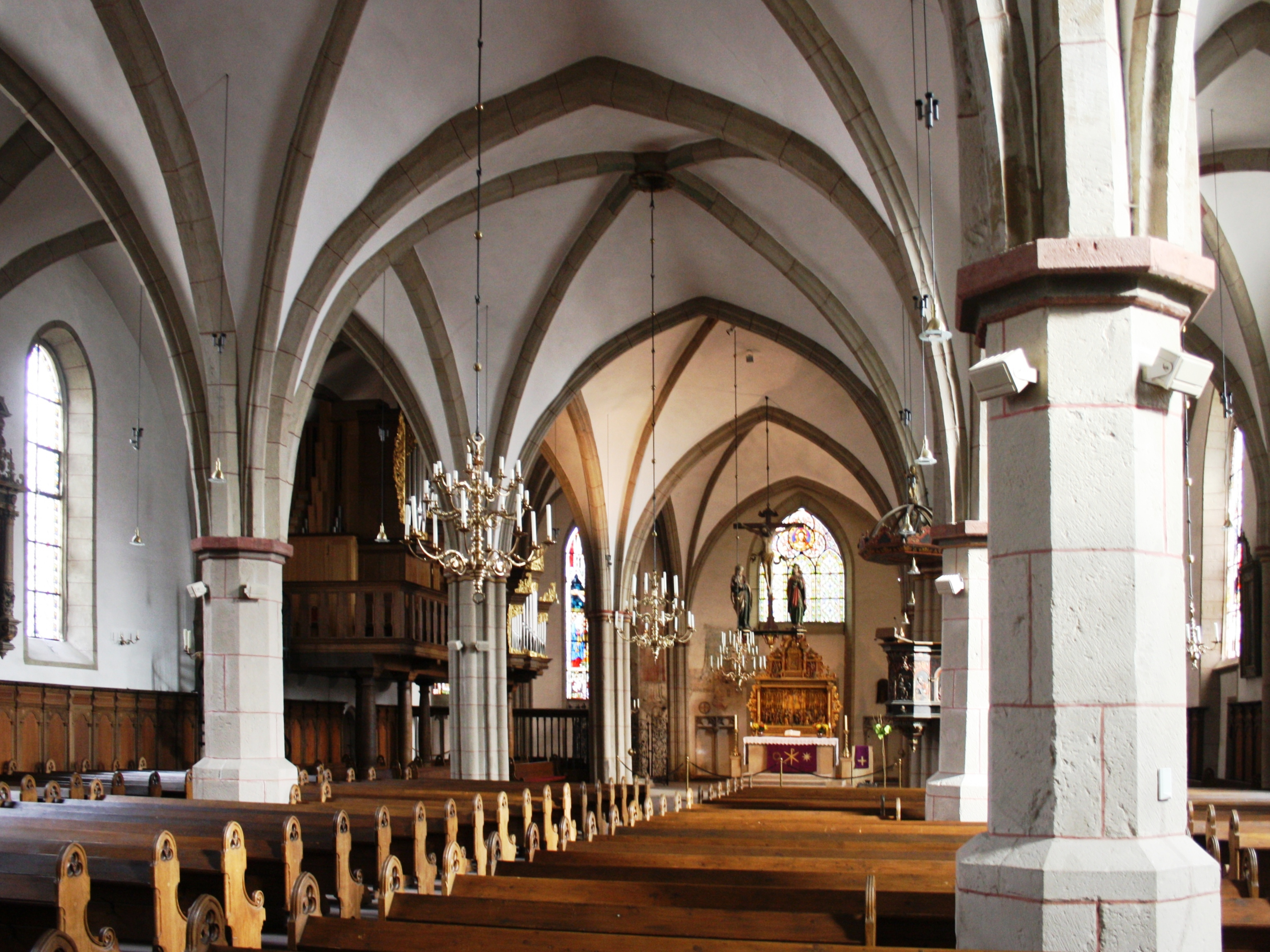
Blick ins Langhaus nach Osten
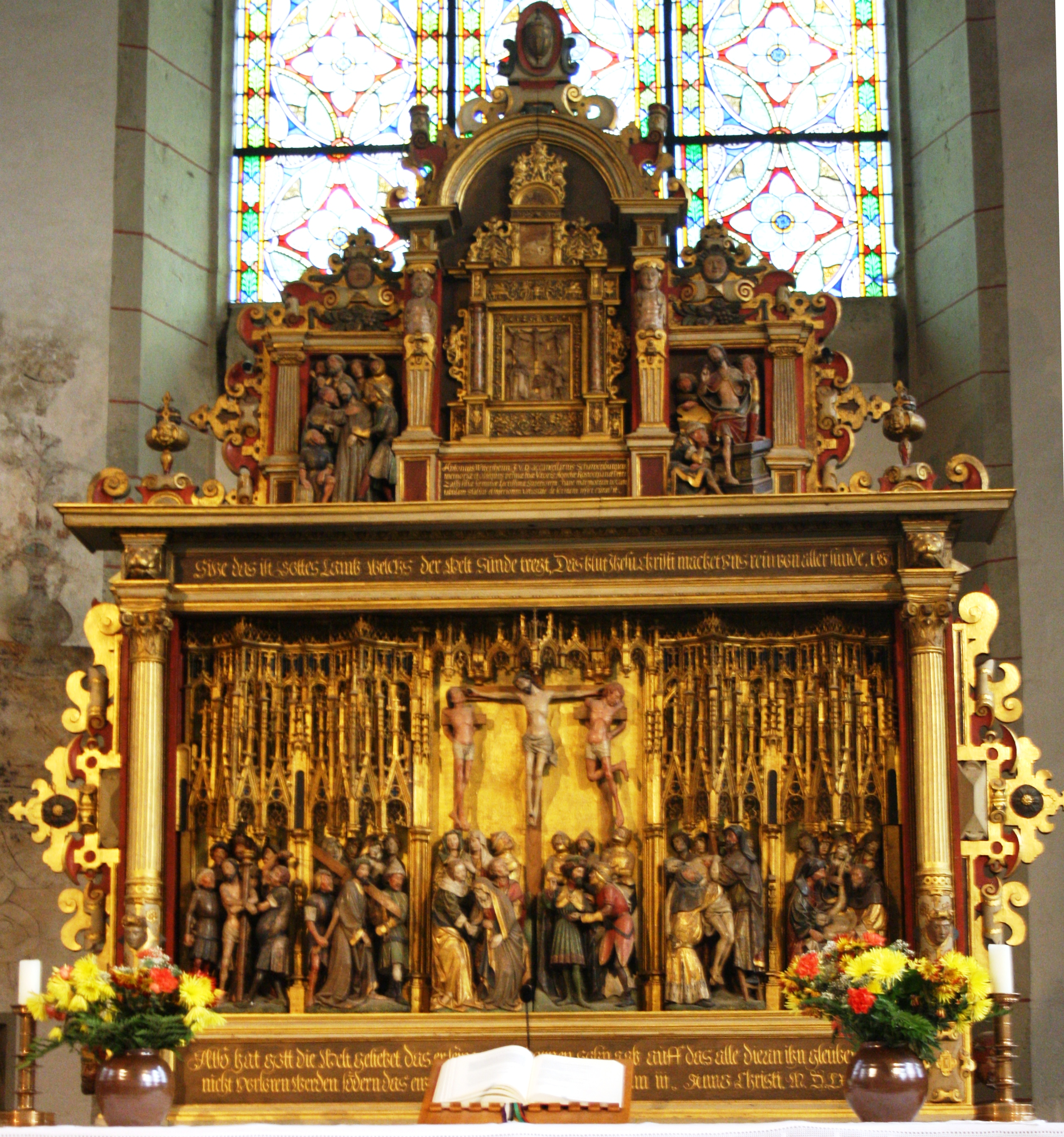
Der prächtige Altar
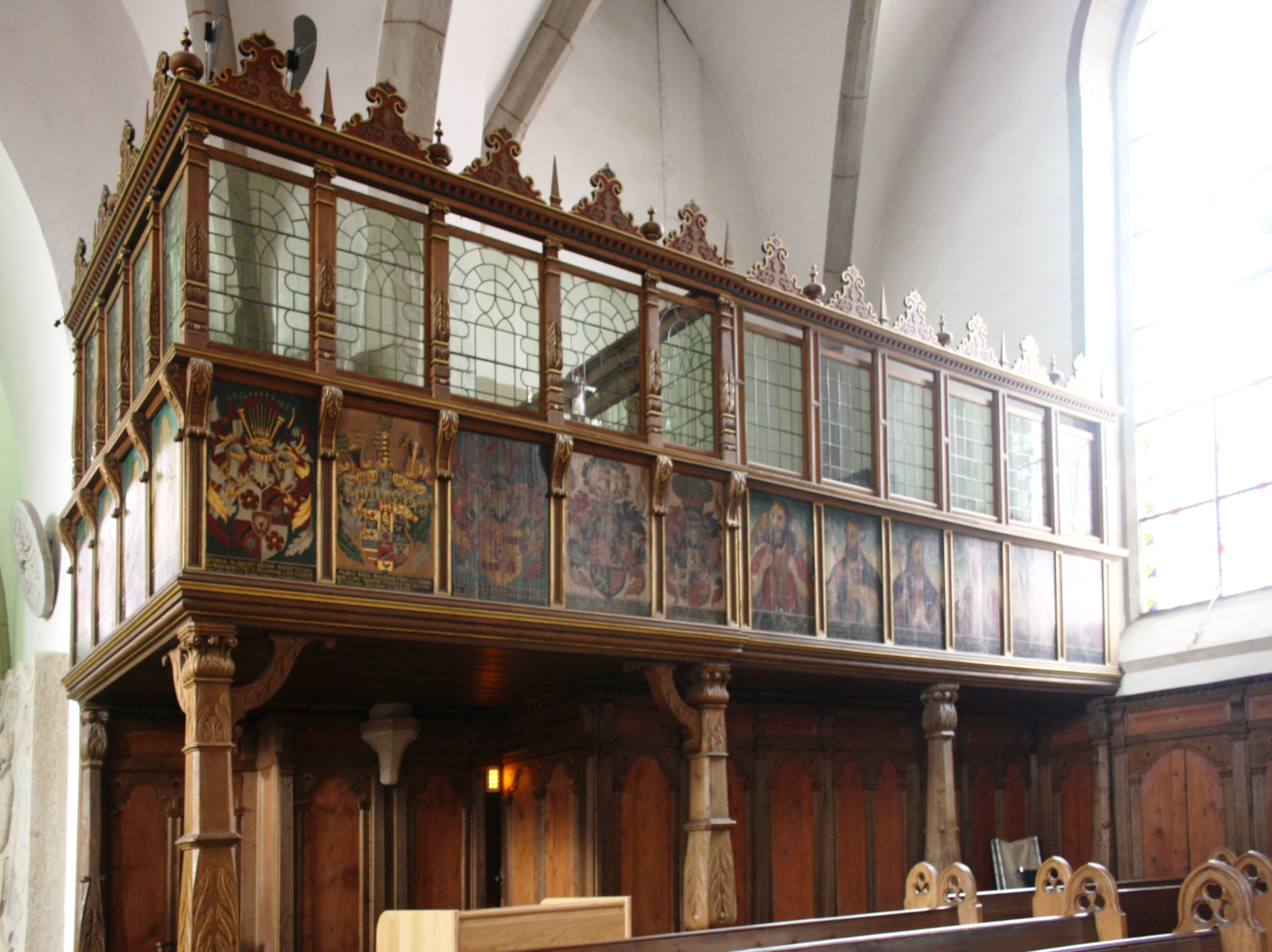
Fürstenloge
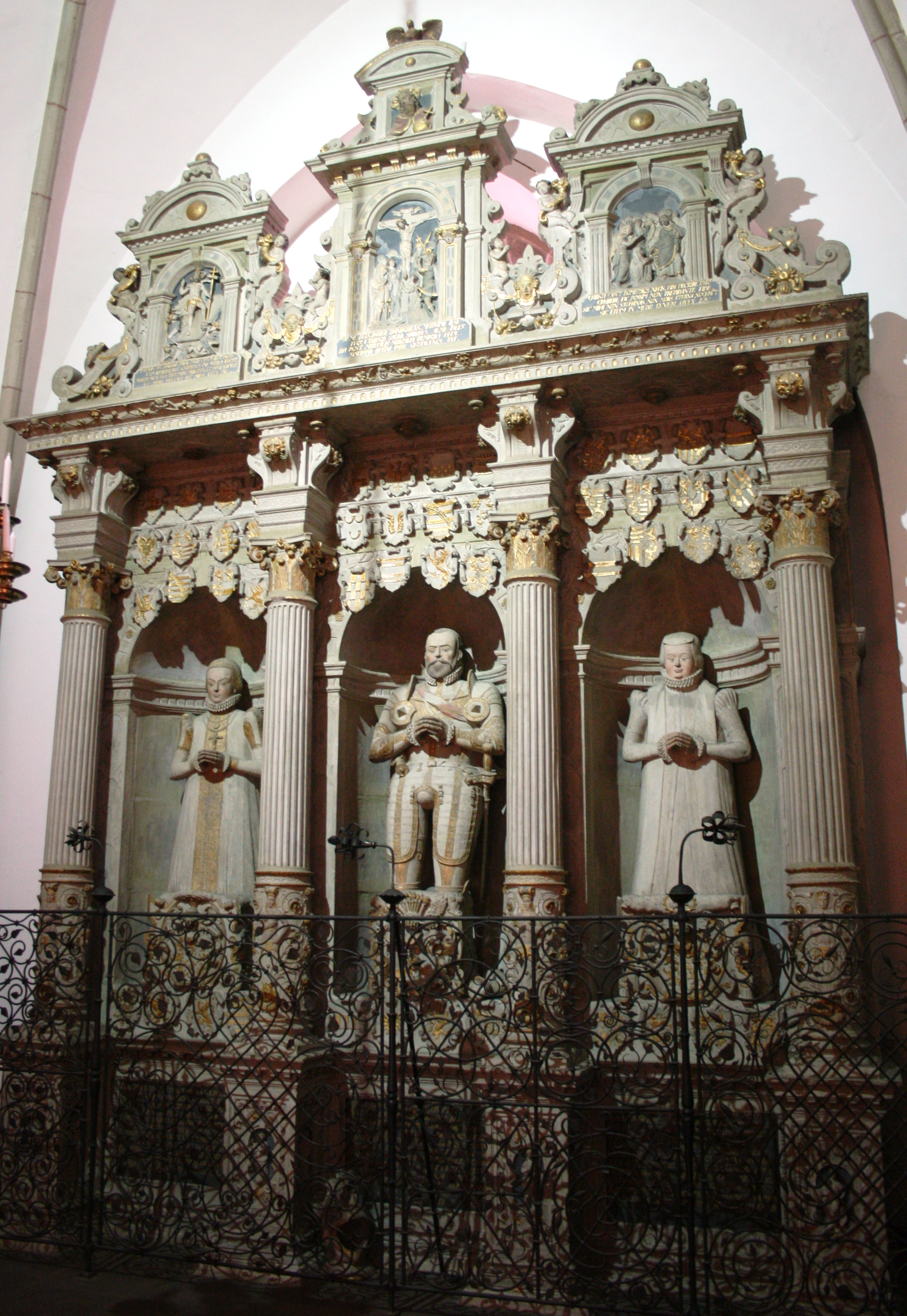
Grabmal Graf Ottos IV. († 1576)
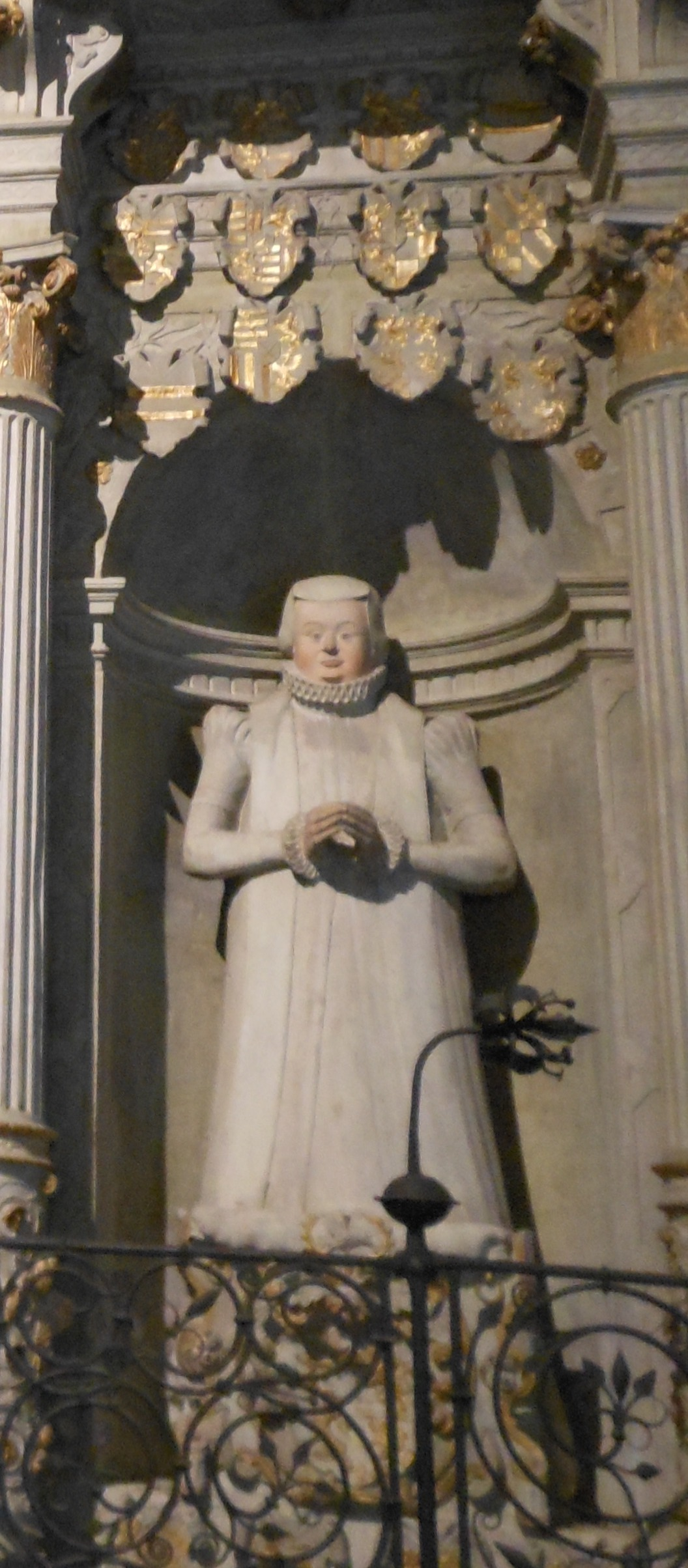
Elisabeth Ursula von Braunschweig-Lüneburg
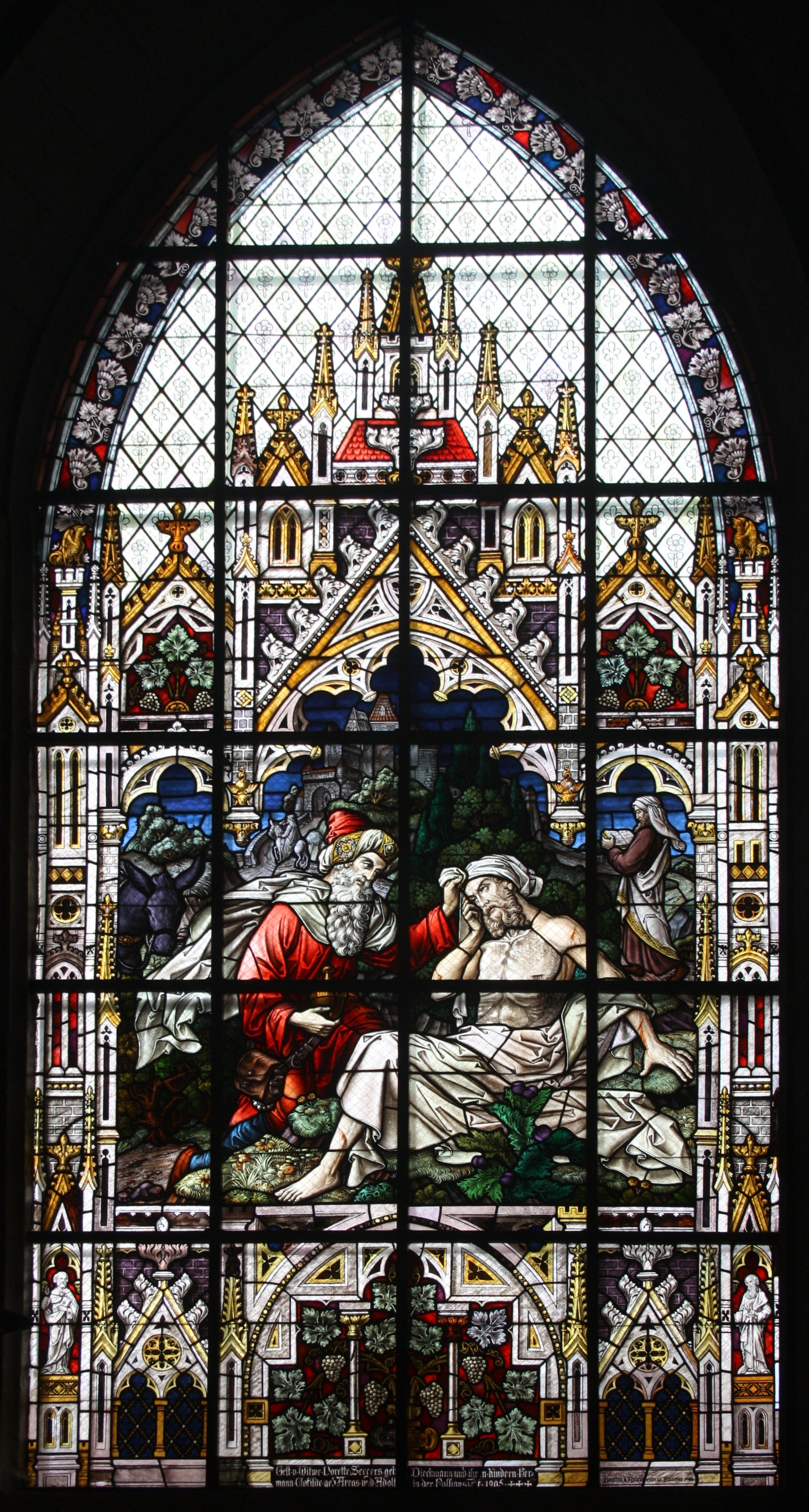
Glasmalerei
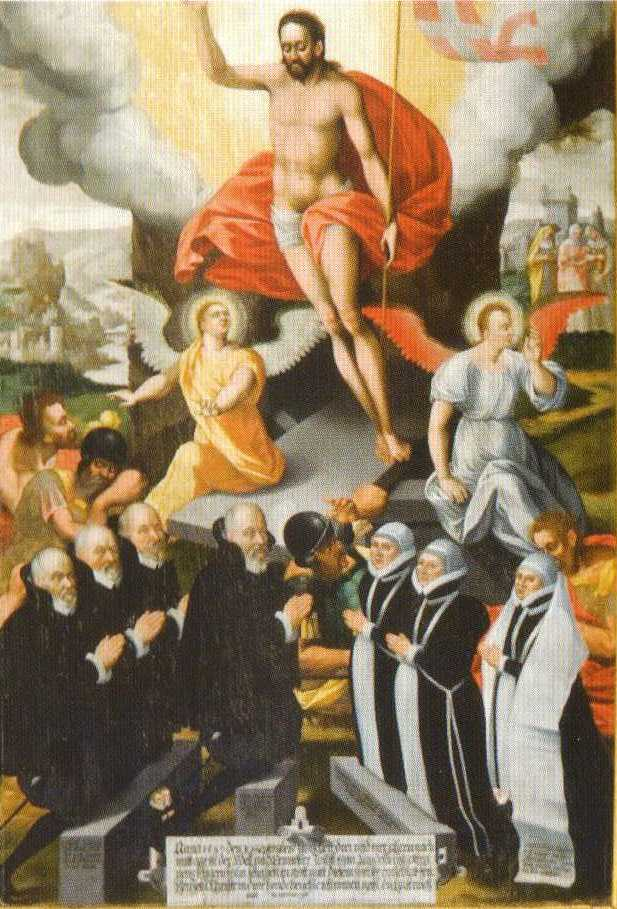
Landesberg-Epitaph
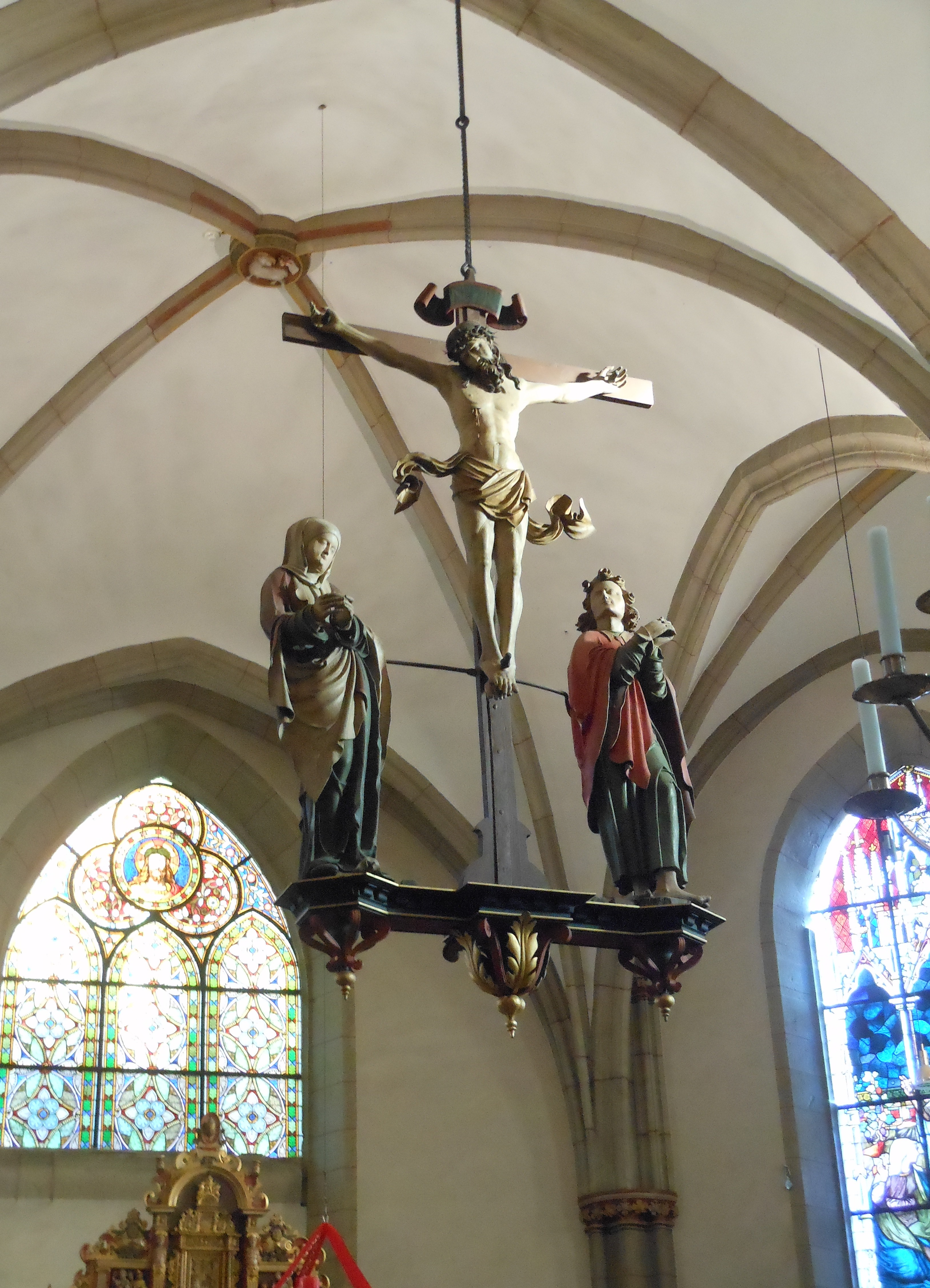
Kreuzigungsgruppe

### Orgel

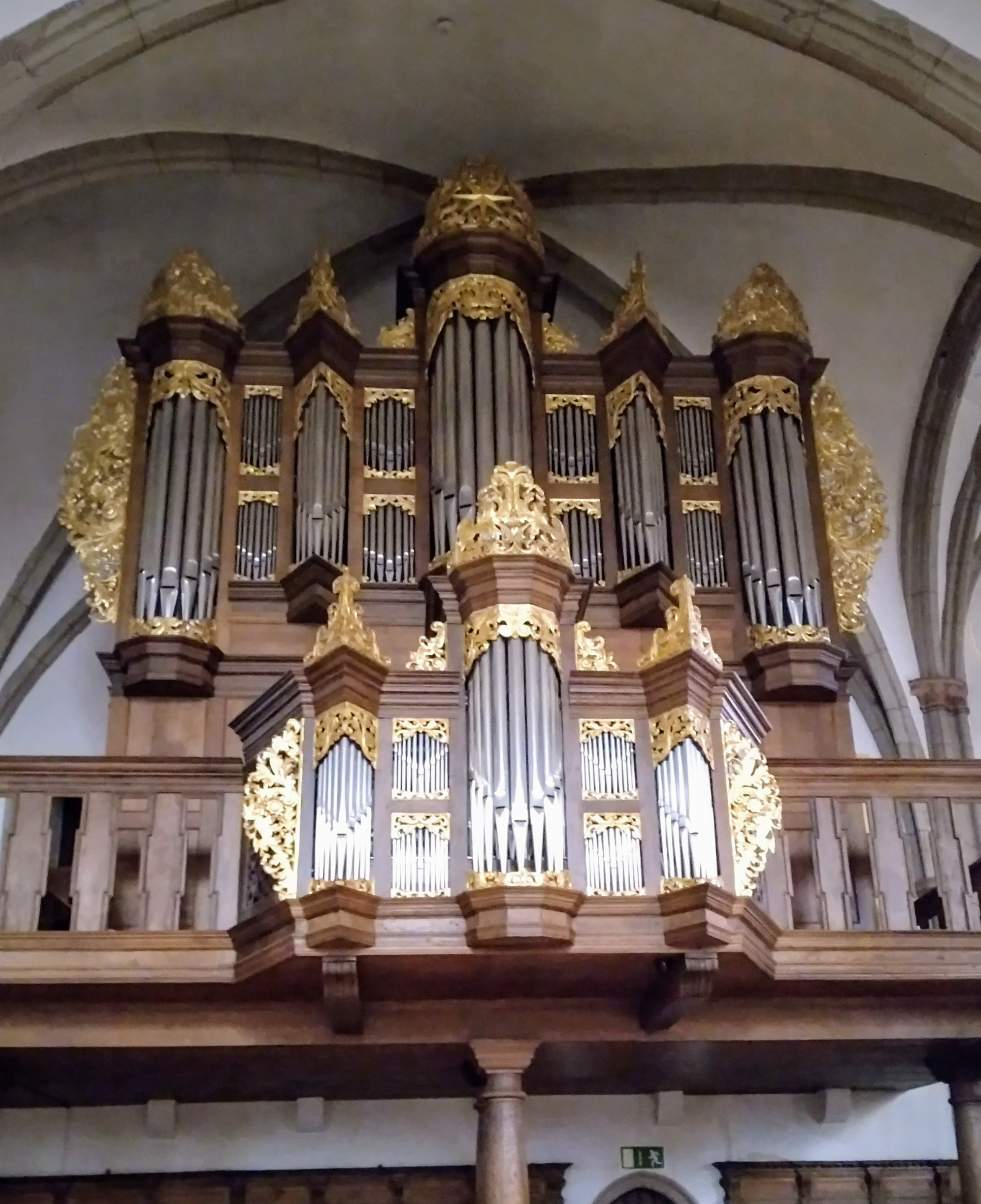
Orgel

Die Orgel von St. Martini geht in Teilen zurück auf ein Instrument der Gebrüder Slegel, das bereits für 1559 nachgewiesen werden konnte. 1731 wurde die Orgel durch den Orgelbauer Christian Vater (Hannover) reorganisiert. Das Instrument hatte danach 32 Register auf zwei Manualen (Werk, Rückpositiv) und Pedal. Bei einem Brand im Jahre 1908 ging ein Großteil der historischen Substanz verloren. Bereits 1909 wurde durch die Furtwängler & Hammer (Hannover) eine neue Orgel unter Verwendung des noch vorhandenen Pfeifenmaterials erbaut. Das nunmehr romantisch disponierte Instrument hatte 44 Register auf drei Manualen und Pedal. 1974 wurde das Instrument erneut umgebaut und von der Orgelbaufirma Hammer (Hannover) auf 54 Register erweitert. 2003 wurde das Orgelwerk von Alfred Kern (Straßburg) in dem historischen Prospekt vollständig erneuert. Das Instrument ist nun französisch-romantisch disponiert. Rückpositiv, Hauptwerk und Pedal sind in Anlehnung an Silbermann-Orgeln mensuriert, das Schwellwerk überwiegend nach Cavaillé-Coll.
| I Rückpositiv C–a3 |            |        |
| 1.                 | Bordun     | 8′     |
| 2.                 | Quintadena | 8′     |
| 3.                 | Salicional | 8′     |
| 4.                 | Principal  | 4′     |
| 5.                 | Rohrflöte  | 4′     |
| 6.                 | Narsard    | 3′     |
| 7.                 | Doublette  | 2′     |
| 8.                 | Tierce     | 1 3⁄5′ |
| 9.                 | Larigot    | 1 ⁄3′  |
| 10.                | Mixtur IV  | 1′     |
| 11.                | Dulcian    | 16′    |
| 12.                | Cromorne   | 8′     |

| II Hauptwerk C–a3 |                  |       |
| 13.               | Bordun           | 16′   |
| 14.               | Principal        | 8′    |
| 15.               | Flûte harmonique | 8′    |
| 16.               | Viola            | 8′    |
| 17.               | Flûte douce      | 8′    |
| 18.               | Octave           | 4′    |
| 19.               | Spitzflöte       | 4′    |
| 20.               | Nasard           | 3′    |
| 21.               | Octave           | 2′    |
| 22.               | Cornet V         | 8′    |
| 23.               | Mixtur IV        | 1 ⁄3′ |
| 24.               | Scharff III      | 2⁄3′  |
| 25.               | 1ière Trompette  | 8′    |
| 26.               | 2ième Trompette  | 8′    |
| 27.               | Clairon          | 4′    |

| III Schwellwerk C–a3 |                      |     |
| 28.                  | Quintatön            | 16′ |
| 29.                  | Flûte harmonique     | 8′  |
| 30.                  | Cor de nuit          | 8′  |
| 31.                  | Gambe                | 8′  |
| 32.                  | Voix céleste (ab c0) | 8′  |
| 33.                  | Viola                | 4′  |
| 34.                  | Flûte octaviante     | 4′  |
| 35.                  | Octavin              | 2′  |
| 36.                  | Cornet III (ab g0)   |     |
| 37.                  | Progression II-IV    | 2′  |
| 38.                  | Basson               | 16′ |
| 39.                  | Trompette harmonique | 8′  |
| 40.                  | Basson-Hautbois      | 8′  |
| 41.                  | Voix humaine         | 8′  |

| Pedal C–f1 |              |       |
| 42.        | Untersatz    | 32′   |
| 43.        | Principalbaß | 16′   |
| 44.        | Subbaß       | 16′   |
| 45.        | Octavbaß     | 8′    |
| 46.        | Gedacktbaß   | 8′    |
| 47.        | Octavbaß     | 4′    |
| 48.        | Mixturbaß IV | 2 ⁄3′ |
| 49.        | Ophicléide   | 16′   |
| 50.        | Trompete     | 8′    |
| 51.        | Clairon      | 4′    |

### Fürstliches Mausoleum

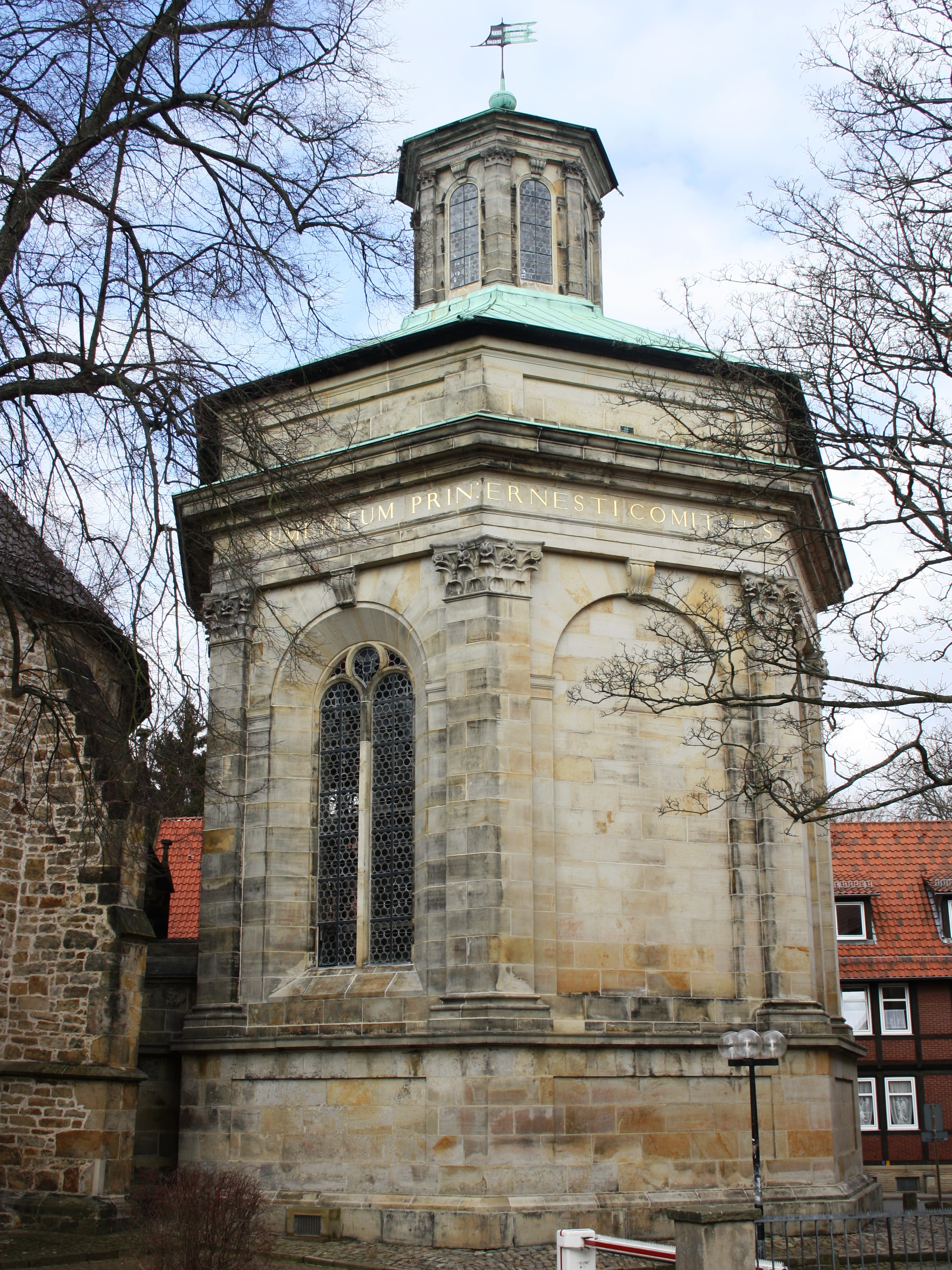
Mausoleum von Süd, links der Chor der Martinikirche

Der siebeneckige Kuppelbau aus Bückebergsandstein wurde, wie die umlaufende Inschrift am Fries des Gebälks mitteilt, im Jahr 1620 von Fürst Ernst begonnen und drei Jahre, nachdem er 1622 verstorben war, von seiner Witwe Hedwig von Hessen-Kassel vollendet. In der Mitte des reich ausgestatteten Innenraums, der nur vom Chor der St.-Martini-Kirche aus zugänglich ist, beeindruckt das Grabdenkmal des Fürsten Ernst, das Adriaen de Vries 1613 bis 1620 in Prag aus Marmor und Bronze schuf. Auf dem Gesims sitzen vier Krieger in römischer Tracht. Der Sarkophag mit dem Brustbild des Fürsten wird von vier Löwen getragen. Auf einer Erhöhung des Deckels steht in Überlebensgröße (Höhe 2,10 m und Breite 1,80 m) der auferstandene Heiland mit einer 2,80 m langen Kreuzfahne.
Links und rechts vom Eingang befinden sich die Gemälde Belebung der Totengebeine am Tage des Gerichts und Erweckung des Lazarus durch den Heiland von  Anton Boten, der auch die Deckenmalerei geschaffen hat. In der Gruft wurden bis 1916 die gräflichen und fürstlichen Mitglieder des Hauses Schaumburg-Lippe beigesetzt.